# Severochangajský ajmag
Severochangajský ajmag (mongolsky Архангай Аймаг – Archangaj ajmag) je jedním z jednadvaceti ajmagů, na které je členěno Mongolsko. Je pojmenován podle pohoří Changaj, od kterého leží na sever. Má plochu 55 300 čtverečních kilometrů a k roku 2016 v němž žilo přibližně 93 tisíc obyvatel, z toho přibližně 21 tisíc v jeho hlavním městě Cecerlegu.
Severochangajský ajmag leží ve středí části Mongolska a hraničí na severovýchodě s Bulganským ajmagem, na jihovýchodě s Jihochangajským ajmagem, na jihu s Bajanchongorským ajmagem, na západě se Zavchanským ajmagem a na severozápadě s Chövsgölským ajmagem.
Přes Severochangajský ajmag tečou řeky pramenící v Changaji a tekoucí do Selengy, například Čulút gol a Chanuj gol. Na východním okraji spadá do ajmagu také krátký úsek Orchonu a na jeho západním břehu zde jsou trosky města Ordu Balık.

## Členění
Východní ajmag se skládá ze 18 somonů.

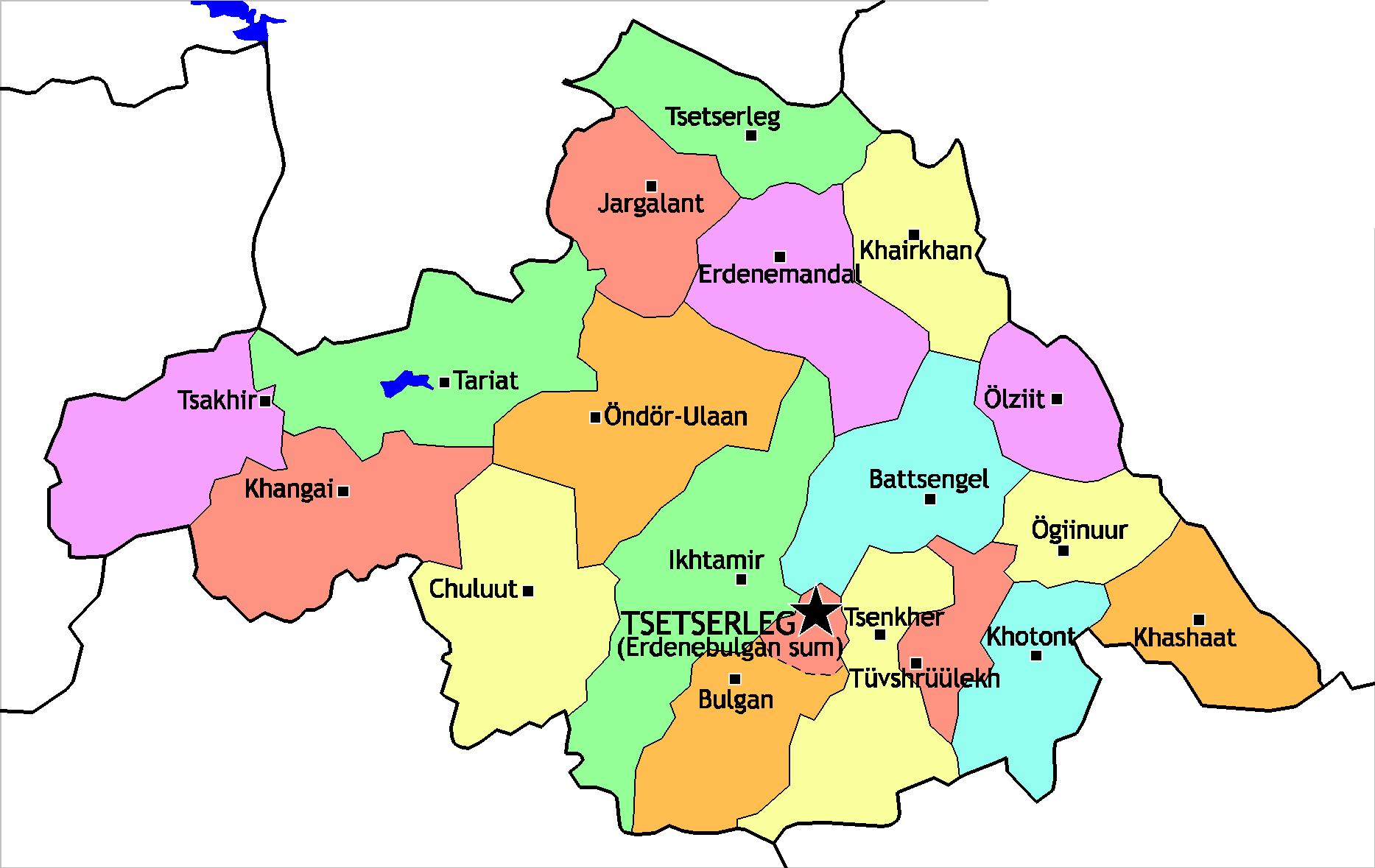
Mapa ajmagu

| sum          | Rozloha km² | Počet obyvatel | Hustota zalidnění na km² | Sídlo sumu   |
| ------------ | ----------- | -------------- | ------------------------ | ------------ |
| Batcengel    | 3 500       | 3 846          | 1,10                     | Žargalant    |
| Bulgan       | 3 100       | 2 434          | 0,79                     | Bulgijn denž |
| Cachir       | 3 398       | 2 143          | 0,63                     | Avgaldaj     |
| Cencher      | 3 200       | 5 414          | 1,69                     | Altan-Ovó    |
| Cecerleg     | 2 500       | 3 813          | 1,53                     | Chužirt      |
| Čulút        | 3 900       | 3 744          | 0,96                     | Žargalant    |
| Erdenebulgan | 536         | 17 770         | 33,15                    | Cecerleg     |
| Erdenemandal | 3 400       | 5 933          | 1,74                     | Ölzijt       |
| Chajrchan    | 2 500       | 3 656          | 1,46                     | Úbulan       |
| Changaj      | 4 400       | 2 926          | 0,66                     | Chunt        |
| Chašát       | 2 600       | 3 344          | 1,29                     | Bajan        |
| Chotont      | 2 200       | 4 440          | 2,20                     | Chotont      |
| Ich tamir    | 4 800       | 5 247          | 1,90                     | Zánchošú     |
| Ögij núr     | 1 686       | 3 086          | 1,83                     | Zegstej      |
| Ölzijt       | 1 700       | 3 102          | 1,82                     | Chöšööt      |
| Öndör-Ulán   | 4 000       | 5 798          | 1,45                     | Tél          |
| Tariat       | 3 800       | 5 086          | 1,34                     | Chorgo       |
| Tövšrúlech   | 1 200       | 3 438          | 2,86                     | Tavan bulag  |
| Žargalant    | 3 832       | 4 111          | 1,70                     | Bajancagán   |